# Ancylostomia argyrophleps
Ancylostomia argyrophleps là một loài bướm đêm trong họ Crambidae.